# عثمان سی (بازیکن فوتبال)
عثمان سی (انگلیسی: Ousmane Sy؛ زادهٔ ۱۸ فوریهٔ ۱۹۸۸) بازیکن فوتبال اهل گینه است.